# Es gibt kein Bier auf Hawaii
Es gibt kein Bier auf Hawaii ist ein Lied von Paul Kuhn aus dem Jahr 1963 und erschien zuerst auf seinem Album Die Farbe der Liebe. Das Lied erreichte Platz 5 in den deutschen Charts. EMI Columbia veröffentlichte das Lied auch als Single, mit dem Lied Bier, Bier, Bier ist die Seele vom Klavier als B-Seite.

## Hintergrund
Im Lied beklagt der Sänger, dass er seine Verlobte Marianne nicht heiraten könne, weil sie die Flitterwochen auf Hawaii verbringen möchte, wo es aber zu heiß sei und kein Bier gebe. Wäre sie bereit, nach Pilsen zu fahren, würde er sie sofort heiraten. 
Und nur vom Hula-Hula geht der Durst nicht weg – eine wiederholte Zeile im Refrain – nimmt auf den örtlichen Tanz Bezug.
Auf die Frage, wie er als Jazzmusiker solch einen Titel spielen konnte, antwortete Kuhn: 

„Wegen der Straßenbahn.“ – „Wie Straßenbahn?“ – „Nach dem Krieg. Ich musste Straßenbahn fahren.“ – „Ja? Und?“ – „Ich wollte aber lieber Cadillac fahren.“

Das Lied war für Paul Kuhn ein großer kommerzieller Erfolg.
Die Idee zum Lied stammt von Wolfgang Neukirchner, einem Freund Kuhns, der Verwaltungsrichter in Essen war und unter einem Pseudonym Liedtexte schrieb.

## Coverversionen
Das Lied wurde von Klaus und Klaus, Tom Angelripper und anderen Musikern gecovert. Im Film Otto – Der Film wird das Lied verwendet: In einer Boeing 747 singt ein Karnevalsverein das Lied. Auch in Die Kinder von Golzow wird es wiederholt gesungen.